# Pasaje a Venezuela
Pasaje a Venezuela és una pel·lícula espanyola de comèdia sobre l'emigració del 1957 dirigida per Rafael J. Salvia amb un guió coescrit per ell juntament amb Fernando Merelo i Ricardo Toledo. Fou rodada a Barcelona.

## Sinopsi
Andrés és un jove, ambiciós i somiador, gana molt poc diners treballant en un banc i que viu amb el seu pare i la seva germana. Un amic seu, que ha emigrat a Veneçuela, l'escriu i l'anima perquè segueixi el seu exemple. Tot i que està disposat a marxat, alguns fets demoren la seva marxa. Un dia coneix a l'autobús Carmen, una noia amb la que podria tenir una relació si es quedés, i per altra Tomás Cervera, un assentador del Port de Barcelona, li proposa un negoci venent caixes de peix que l'obliga a deixar el treball al banc.

## Recepció
El guió de la pel·lícula va rebre un premi als Premis del Sindicat Nacional de l'Espectacle de 1954.